# 因贝迪米纳斯
因贝迪米纳斯是巴西米纳斯吉拉斯州的一个市镇。总面积199.521平方公里，总人口6324人，人口密度31.7人/平方公里。